# Liga dos Campeões da CAF de 1986
Foi a 22ª edição da competição de clubes mais importante da Àfrica. O Zamalek Sports Club do Egito conquistou seu segundo título seguido ao derrotar o Africa Sports National da Costa do Marfim.[carece de fontes?]

## Clubes classificadas
| Pais                      | Equipe                    |
| ------------------------- | ------------------------- |
| Angola                    | 1° de Maio                |
| Argélia                   | JS Kabylie                |
| Benim                     | Requins de l'Atlantique   |
| Burquina Fasso            | Etoile Filante            |
| Burundi                   | Inter                     |
| Camarões                  | Canon                     |
| Costa do Marfim           | Africa Sports             |
| Egito                     | Zamalek                   |
| Etiópia                   | Saint George              |
| Gabão                     | 105 Libreville            |
| Gâmbia                    | Wallidan                  |
| Gana                      | Hearts of Oak             |
| Guiné                     | Horoya                    |
| Guiné-Bissau              | Internacional             |
| Guiné Equatorial          | Juvenil Reyes             |
| Lesoto                    | Lioli                     |
| Libéria                   | Invincible Eleven         |
| Líbia                     | Al-Dhahra                 |
| Marrocos                  | - FAR Rabat - Maghreb Fez |
| Madagáscar                | Sotema                    |
| Mauritânia                | ASC Ksar                  |
| Nigéria                   | New Nigeria Bank          |
| Quênia                    | Tusker                    |
| República Centro-Africana | Stade Centrafricain       |
| RD Congo                  | Tshinkunku                |
| Ruanda                    | Panthères Noires          |
| Senegal                   | Jeanne d'Arc              |
| Serra Leoa                | East End Lions            |
| Somália                   | Wagad                     |
| Sudão                     | Al-Merrikh                |
| Essuatíni                 | Manzini Wanderers         |
| Tanzânia                  | Maji-Maji                 |
| Togo                      | ASFOSA Lomé               |
| Tunísia                   | Espérance                 |
| Uganda                    | KCCA                      |
| Zâmbia                    | Nkana                     |
| Zimbabwe                  | Dynamos                   |

## Rodada preliminar
| Equipe 1            | Total | Equipe 2       | 1.º jogo | 2.º jogo |
| ------------------- | ----- | -------------- | -------- | -------- |
| Panthères Noires    | 5-1   | Wagad          | 3-0      | 2-1      |
| Lioli               | 2-7   | Maji-Maji      | 2-3      | 0-4      |
| Manzini Wanderers   | 3-6   | Sotema         | 1-3      | 2-3      |
| Stade Centrafricain | 6-2   | Juvenil Reyes  | 4-1      | 2-1      |
| Etoile Filante      | w/o   | ASC Ksar       | 1        |          |
| Internacional       | w/o   | East End Lions | 2        |          |

1 ASC Ksar saiu.

2 East End Lions saiu.

## Primeira Rodada
| Equipe 1       | Total       | Equipe 2             | 1.º jogo | 2.º jogo |
| -------------- | ----------- | -------------------- | -------- | -------- |
| Canon          | 3-2         | 1° de Maio           | 3-0      | 0-2      |
| ASFOSA         | 0-4         | New Nigeria Bank     | 0-2      | 0-2      |
| Tusker         | 1-2         | Saint George         | 0-0      | 1-2      |
| 105 Libreville | 1-2         | Stade Centrafricain  | 1-0      | 0-2      |
| Al-Dhahra      | 2-3         | KCCA                 | 2-1      | 0-2      |
| Jeanne d'Arc   | 0-2         | Maghreb Fez          | 0-0      | 0-2      |
| Hearts of Oak  | 2-1         | Wallidan             | 2-0      | 0-1      |
| Horoya         | 5-3         | Invincible Eleven    | 4-0      | 1-3      |
| Inter          | 3-2         | Tshinkunku           | 2-1      | 1-1      |
| JS Kabylie     | 6-1         | Etoile Filante       | 5-0      | 1-1      |
| Nkana          | 5-3         | Sotema               | 4-1      | 1-2      |
| Zamalek        | 6-2         | Panthères Noires     | 5-1      | 1-1      |
| FAR Rabat      | w/o         | Internacional        | 1        |          |
| Dynamos        | 7-1         | Maji-Maji            | 5-1      | w/o2     |
| Al-Merrikh     | 2-2         | Espérance            | 2-1      | 0-1      |
| Africa Sports  | 1-1 (4-3 p) | Requins I'Atlantique | 1-0      | 0-1      |

1 UD Internacional saiu. 

2 Maji-Maji não  compareceu no segundo jogo.

## Oitavas-de-finais[1]
| Equipe 1            | Total       | Equipe 2         | 1.º jogo | 2.º jogo |
| ------------------- | ----------- | ---------------- | -------- | -------- |
| Maghreb Fez         | 1-3         | Canon            | 1-0      | 0-3      |
| Saint George        | 0-0 (3-4 p) | Nkana            | 0-0      | 0-0      |
| Stade Centrafricain | 1-7         | FAR Rabat        | 0-1      | 1-6      |
| Horoya              | 1-4         | Hearts of Oak    | 1-2      | 0-2      |
| KCCA                | 2-3         | Inter            | 1-1      | 1-2      |
| Zamalek             | 4-1         | Dynamos          | 2-1      | 2-0      |
| JS Kabylie          | 2-2         | Espérance        | 2-1      | 0-1      |
| Africa Sports       | 5-2         | New Nigeria Bank | 5-0      | 0-2      |

## Quartas-de-finais[1]
| Equipe 1      | Total     | Equipe 2      | 1.º jogo | 2.º jogo |
| ------------- | --------- | ------------- | -------- | -------- |
| Canon         | 2-1       | FAR Rabat     | 2-0      | 0-1      |
| Nkana         | 3-1       | Hearts of Oak | 2-0      | 1-1      |
| Inter         | 1-3       | Zamalek       | 1-0      | 0-3      |
| Africa Sports | 2-2 (g.f) | Espérance     | 1-0      | 1-2      |

## Semifinais[1]
| Equipe 1 | Total    | Equipe 2      | 1.º jogo | 2.º jogo |
| -------- | -------- | ------------- | -------- | -------- |
| Nkana    | 1-1(g.f) | Africa Sports | 1-1      | 0-0      |
| Canon    | 2-3      | Zamalek       | 2-1      | 0-2      |

## Final
| Equipe 1      | Resultado | Equipe 2      |
| ------------- | --------- | ------------- |
| Zamalek       | 2-0       | Africa Sports |
| Africa Sports | 2-0(2-4p) | Zamalek       |

## Campeão
| Liga dos Campeões da CAF 1986 - Campeão |
| --------------------------------------- |
| Egito                                   |
| Zamalek 2° Título                       |